# Billardiera sericophora
Billardiera sericophora är en tvåhjärtbladig växtart som beskrevs av Ferdinand von Mueller. Billardiera sericophora ingår i släktet Billardiera och familjen Pittosporaceae. Inga underarter finns listade.